# Oxytropis globiflora
Oxytropis globiflora är en ärtväxtart som beskrevs av Aleksandr Andrejevitj Bunge. Oxytropis globiflora ingår i släktet klovedlar, och familjen ärtväxter. Inga underarter finns listade i Catalogue of Life.